# L'Auto
Pour les articles ayant des titres homophones, voir Loto et Lotto.
L'Auto est un quotidien sportif français publié de 1900 à 1944.
Paru pour la première fois le 16 octobre 1900 sous le titre L'Auto-Vélo, il prend le nom de L'Auto en 1903. Il est ensuite interdit de parution en 1944 car ayant été favorable à l'Allemagne pendant l'occupation de la France par l'Allemagne pendant la Seconde Guerre mondiale. Son dernier numéro paraît le 17 août 1944.
Son directeur emblématique, Henri Desgrange, fonde le journal pour faire concurrence à un autre quotidien sportif, Le Vélo, à la suite de l'affaire Dreyfus. Jusqu'à la mort d'Henri Desgrange, en 1940, le journal développe des valeurs patriotiques.
L'Auto est connu pour être l'instigateur du Tour de France, le maillot jaune tirant d'ailleurs sa couleur du papier jaune utilisé par le journal.

## Histoire

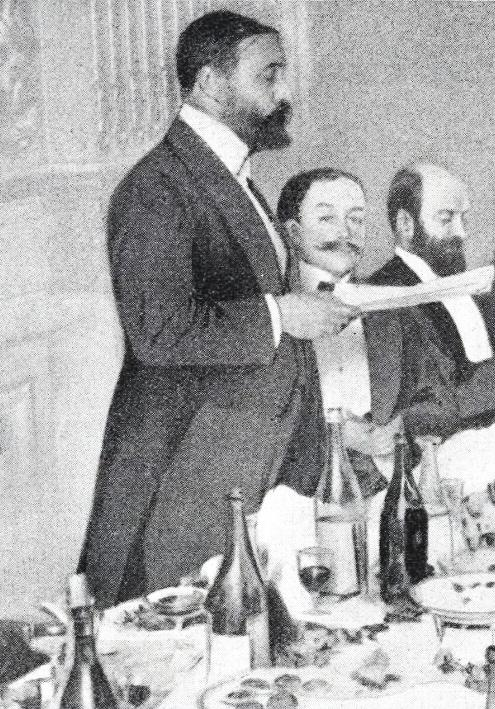
Henri Desgrange au banquet de L'Auto de décembre 1904.

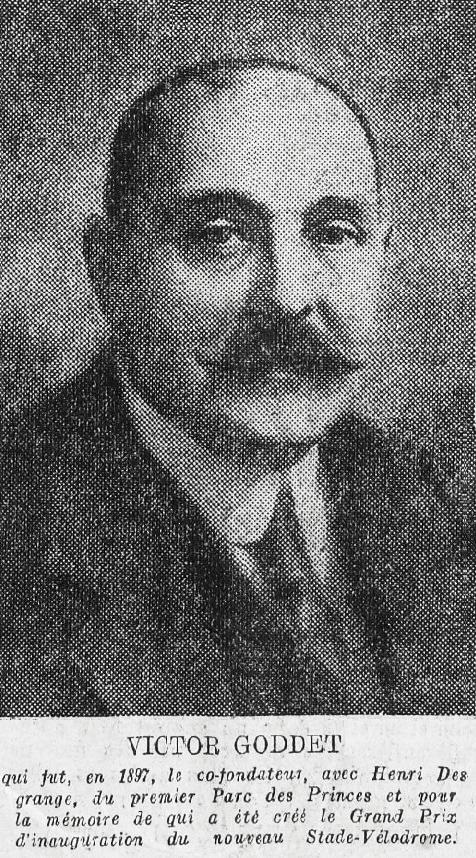
Victor Goddet, journaliste sportif et gestionnaire à L'Auto, père de Jacques et Maurice Goddet également journalistes sportifs.

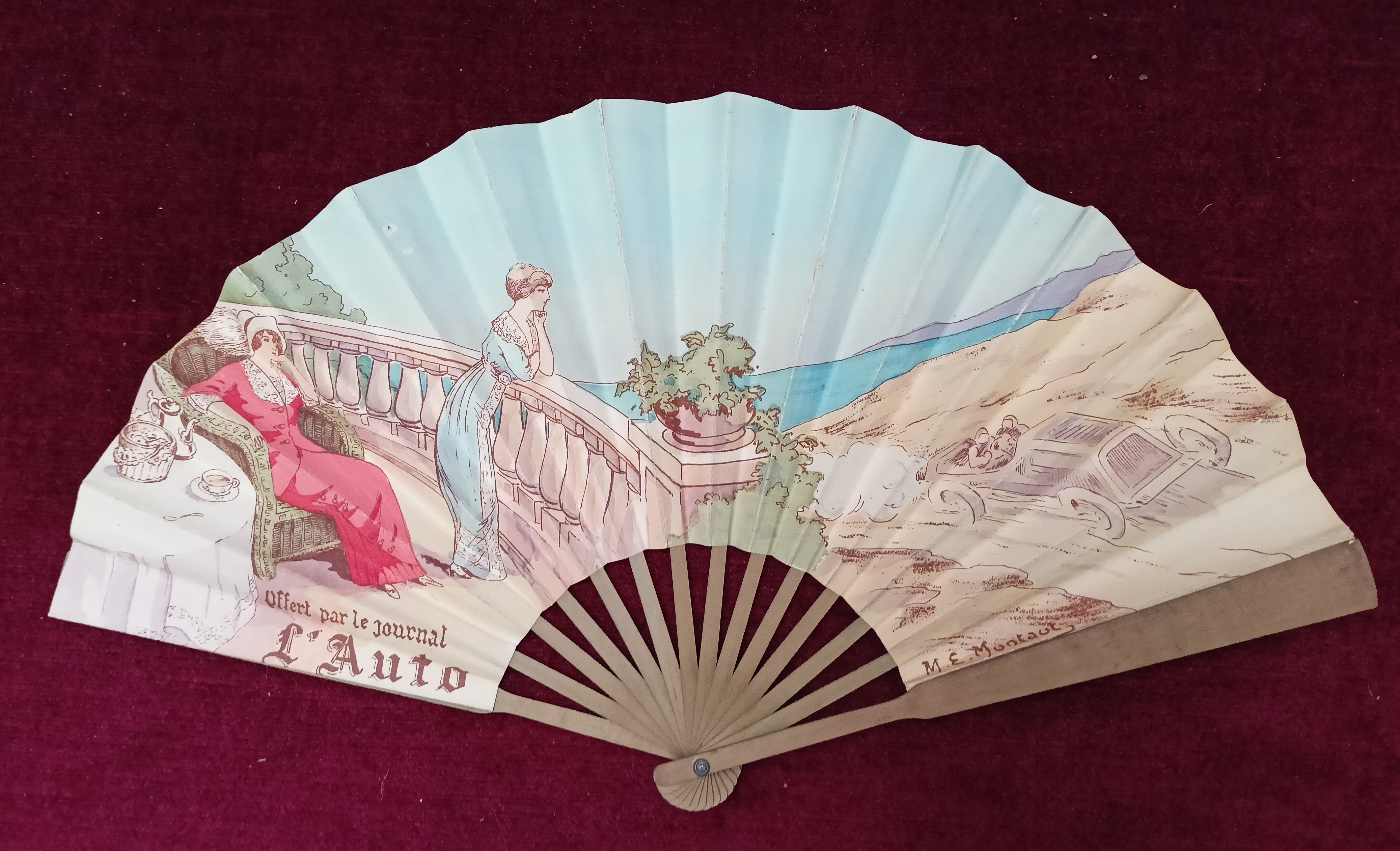
Le journal L'Auto - éventail publicitaire des années 30.

Le quotidien est fondé sous le titre L'Auto-Vélo à l'instigation du comte Jules-Albert de Dion, en raison des prises de position dreyfusardes — à l'opposé des siennes — du directeur du journal Le Vélo, Pierre Giffard. Une guerre s'engage alors entre les deux titres. L'Auto-Vélo s'incline lors de la première manche en perdant en justice en janvier 1903 une partie de son titre, trop proche de celui de son concurrent. Le journal devient L'Auto le 16 janvier 1903 (premier rédacteur en chef Paul Meyan, également membre fondateur de l'Automobile Club de France). Alors que le cyclisme est le sport roi en France, cette perte d'appellation peut s'avérer fatale. Mais L'Auto réagit dès cette année 1903 en créant le Tour de France sur une idée de Géo Lefèvre, associant ainsi à jamais son nom à celui de la plus prestigieuse des épreuves cyclistes. Le Vélo ne se remettra jamais de cette innovation, abandonnant la partie le 1er novembre 1904. L'éphémère quotidien Le Monde sportif puis, son homologue plus durable Les Sports, connaissent le même sort. Un autre concurrent tente l'aventure quotidienne au début des années 1930, L'Écho des sports, mais il plafonne à 65 000 exemplaires vendus et s'oriente vers une périodicité hebdomadaire dès 1932.
L'Auto, au contenu omnisport, avait innové dès ses débuts en faisant la part belle aux résultats, même étrangers. Henri Desgrange, mort en 1940, en fut le célèbre directeur. Victor Goddet formait avec lui un efficace binôme. Goddet gérait les finances, Desgrange dirigeait la rédaction. Jacques Goddet est entré au journal après le décès de son père dans les années 1920. Formé par Desgrange, il va en devenir le fils spirituel.
La seconde moitié des années 1930 est marquée par un tassement des ventes du titre en raison de la concurrence du quotidien généraliste Paris-Soir, qui proposait un copieux traitement du sport. Ainsi, dès le soir même, Paris-Soir publiait le récit et les classements de l'étape du Tour courue dans l'après-midi tandis qu'il fallait attendre le lendemain matin pour les trouver dans L'Auto. Afin de résister à cette concurrence, L'Auto se dote en 1937 d'une rubrique concernant l'information générale intitulée « Savoir vite ». Pendant l'Occupation, notamment entre 1943 et 1944, cette rubrique va se signaler par des communiqués hostiles à la résistance dont les membres sont désignés comme des « terroristes ». Il faut savoir que le capital de sa société était pour l'essentiel passé entre les mains de l'Occupant dont le délégué était Albert Lejeune. Celui-ci avait mandat de la « Propaganda Abteilung in Frankreich », instrument de contrôle de la presse. Cela lui a valu d’être arrêté après la Libération. Inculpé d’intelligence avec l’ennemi, condamné à mort, il est exécuté à Marseille le 3 janvier 1945. L'on comprend ainsi les raisons de l'interdiction de L'Auto à la Libération. Jacques Goddet avait cependant cessé l'organisation du Tour de France, de peur que celui-ci soit pris comme otage de la propagande de l'occupant.
Jacques Goddet, reconnu pour ses capacités en matière de presse sportive, est, en 1946, autorisé à lancer un nouveau quotidien, L'Équipe. Dès lors, ce titre occupe de fait la place de L'Auto, dont il reprend du reste les structures. En 1947, Jacques Goddet relance le Tour de France dont il partageait déjà, avant la guerre, la direction avec Henri Desgrange

Étapes de fabrication du journal L'Auto en 1914.
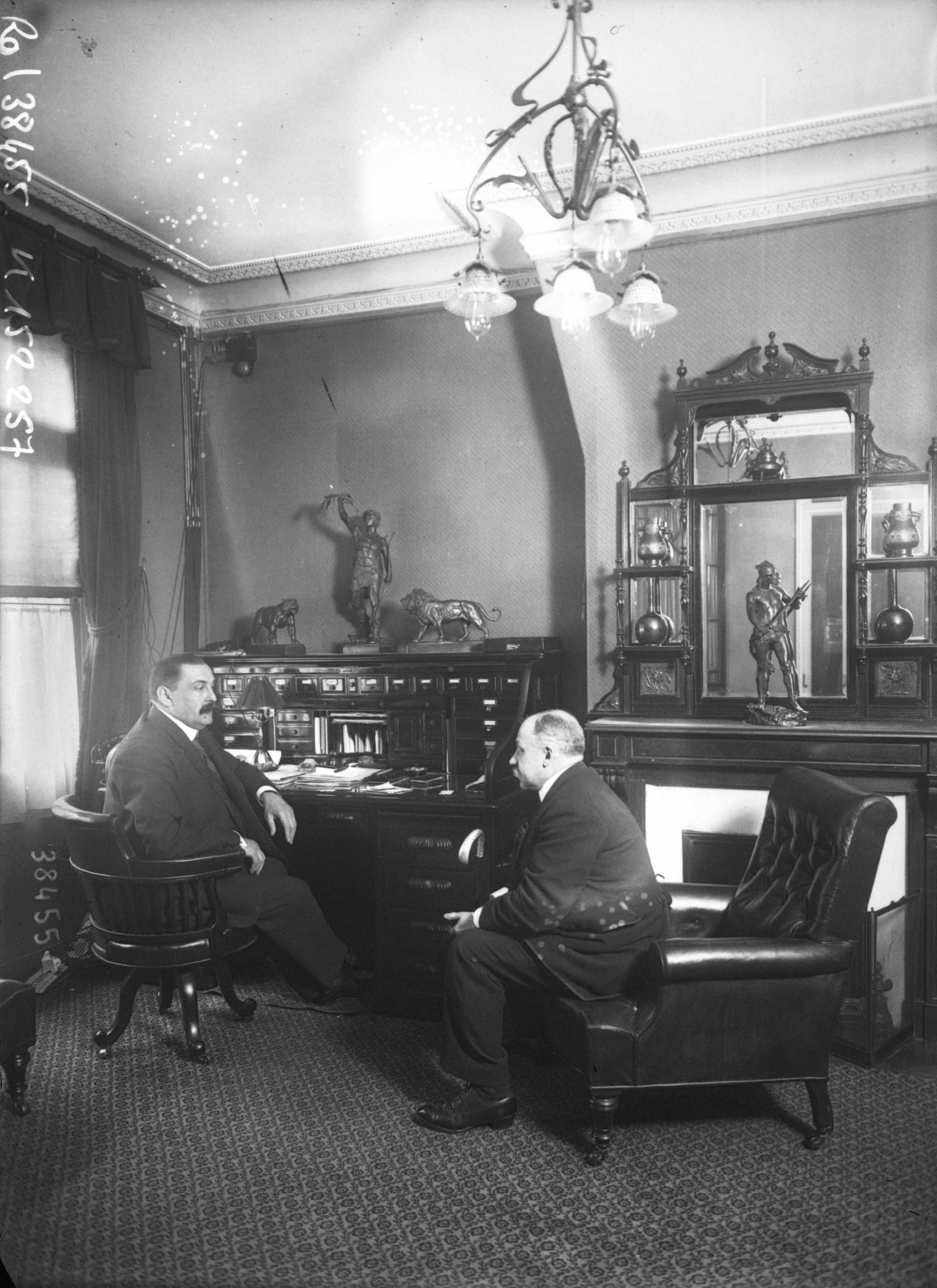
Les collaborateurs du journal discutent et rédigent les articles dans les salons-bureaux du journal sportif.
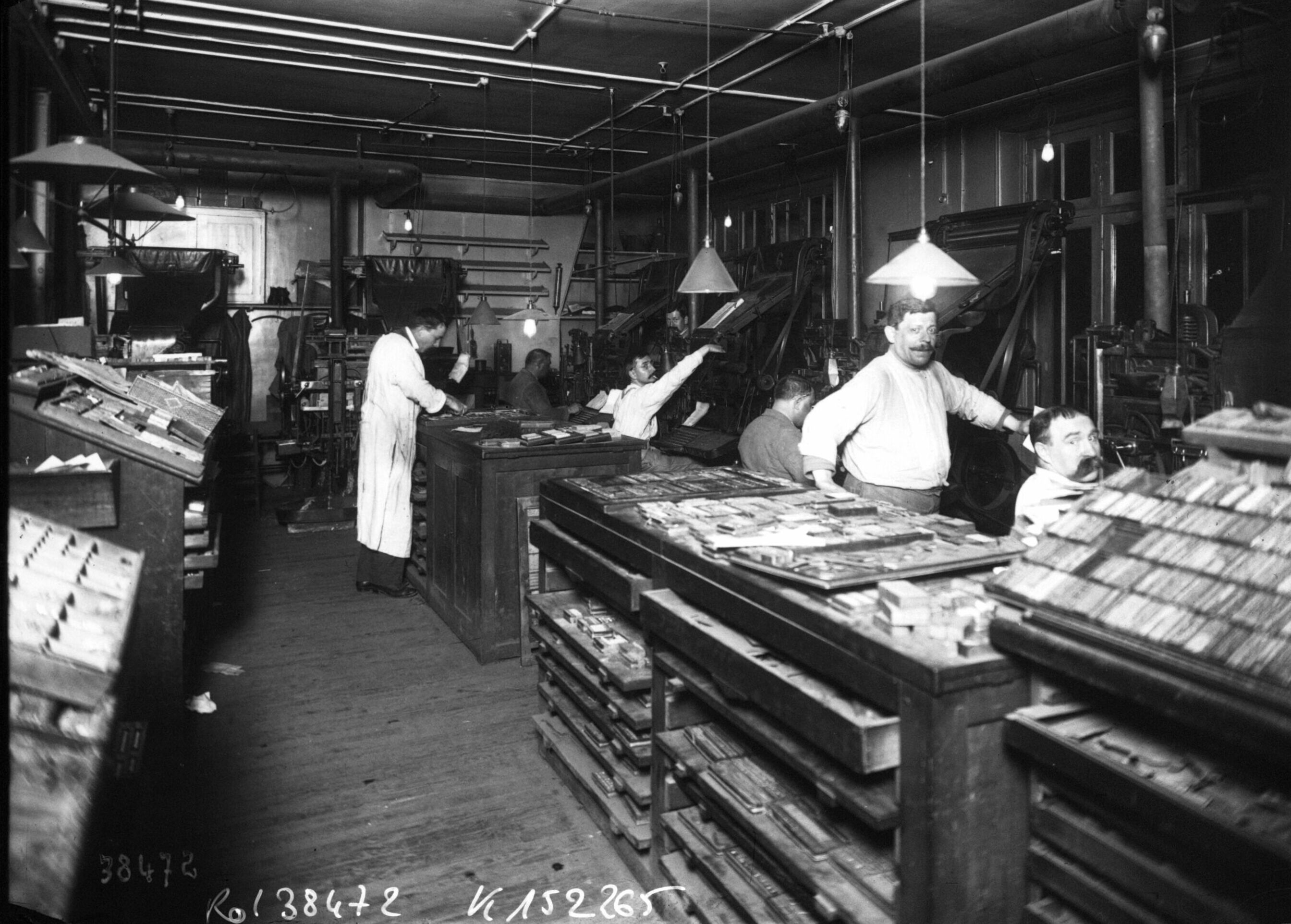
Les pages sont éditées dans la salle de composition typographique du journal.
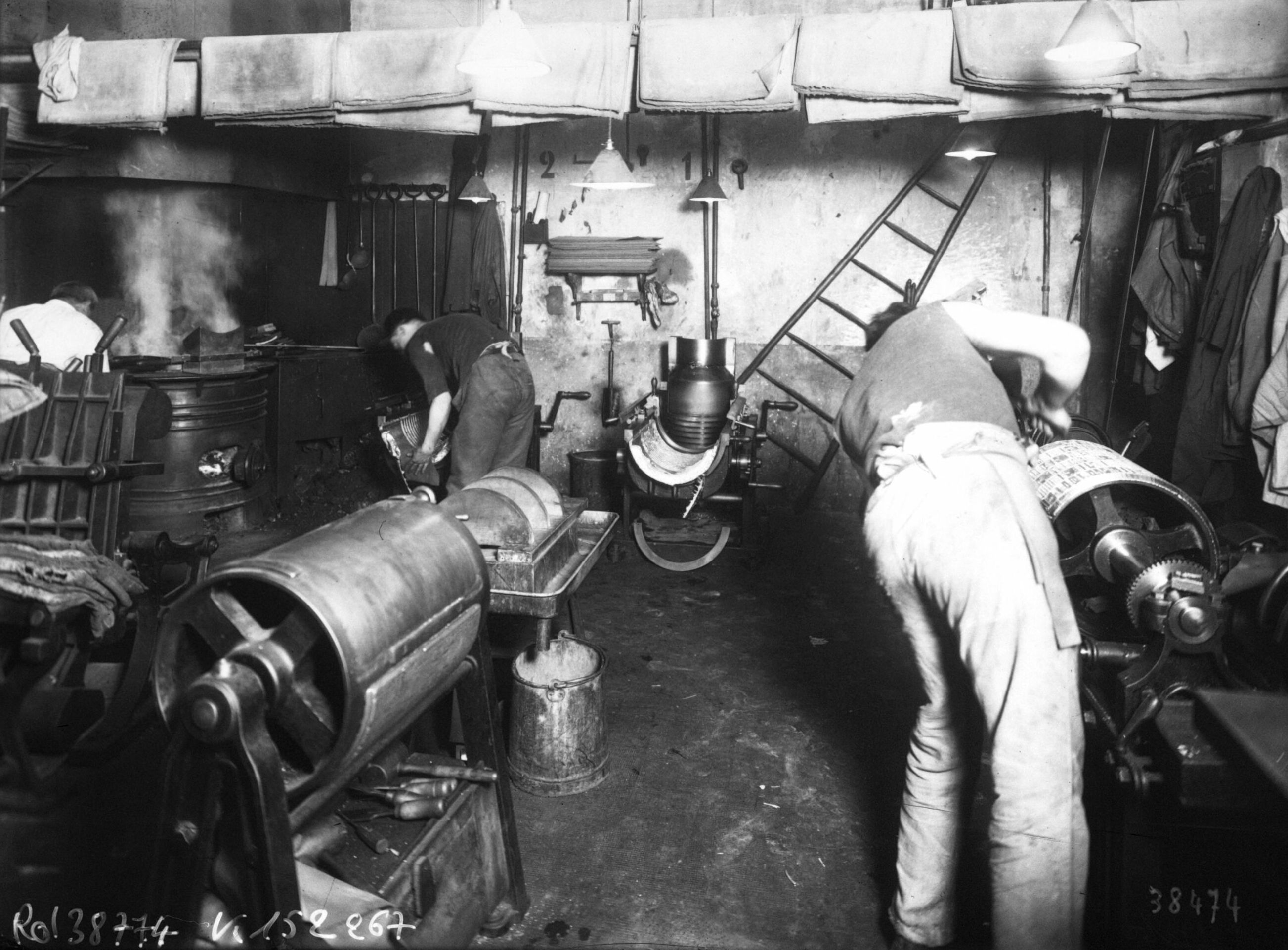
Les cylindres sont préparés dans l’atelier de clicherie.
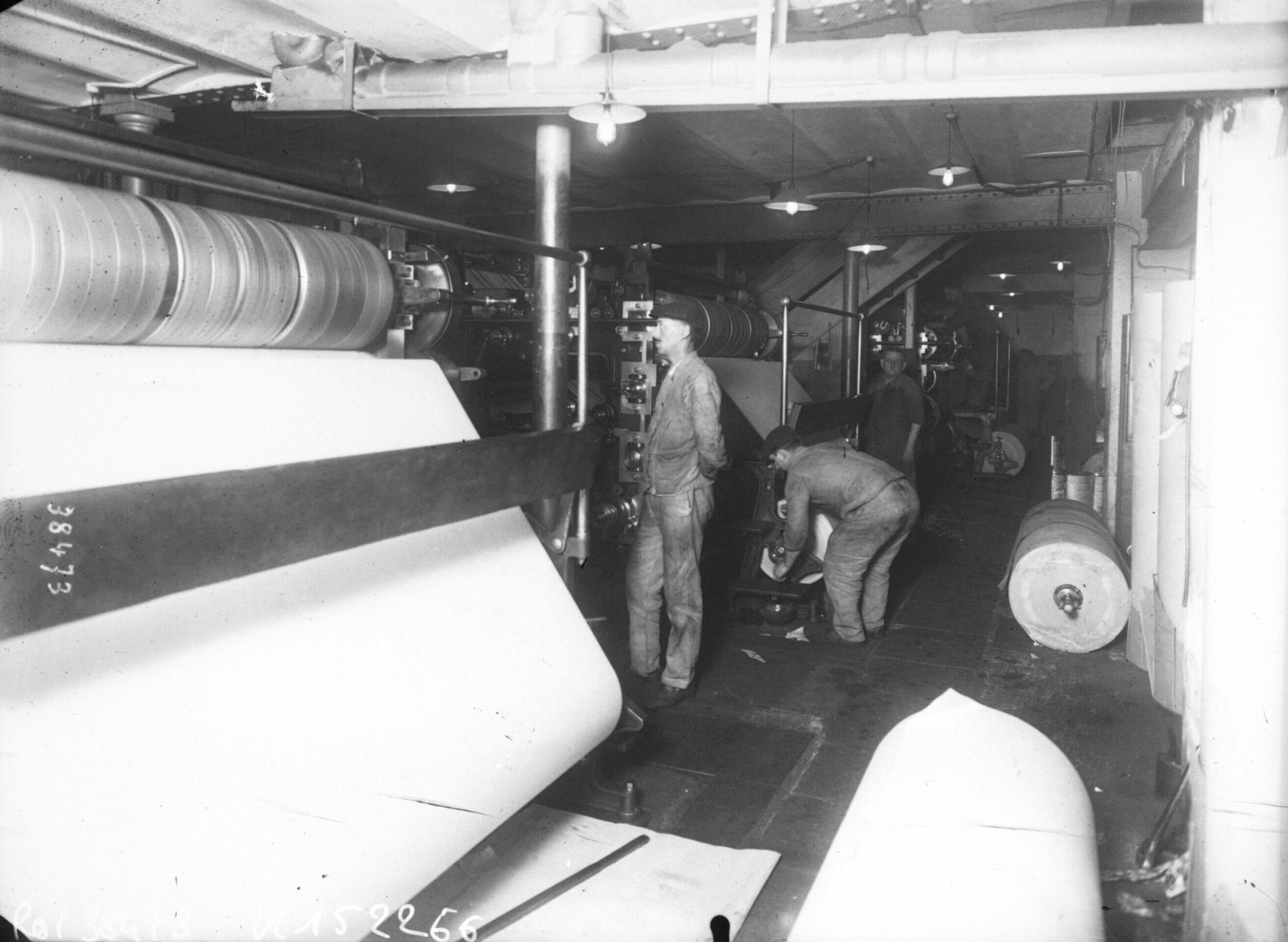
Les rotatives permettent la fabrication quotidienne de milliers d'exemplaires.
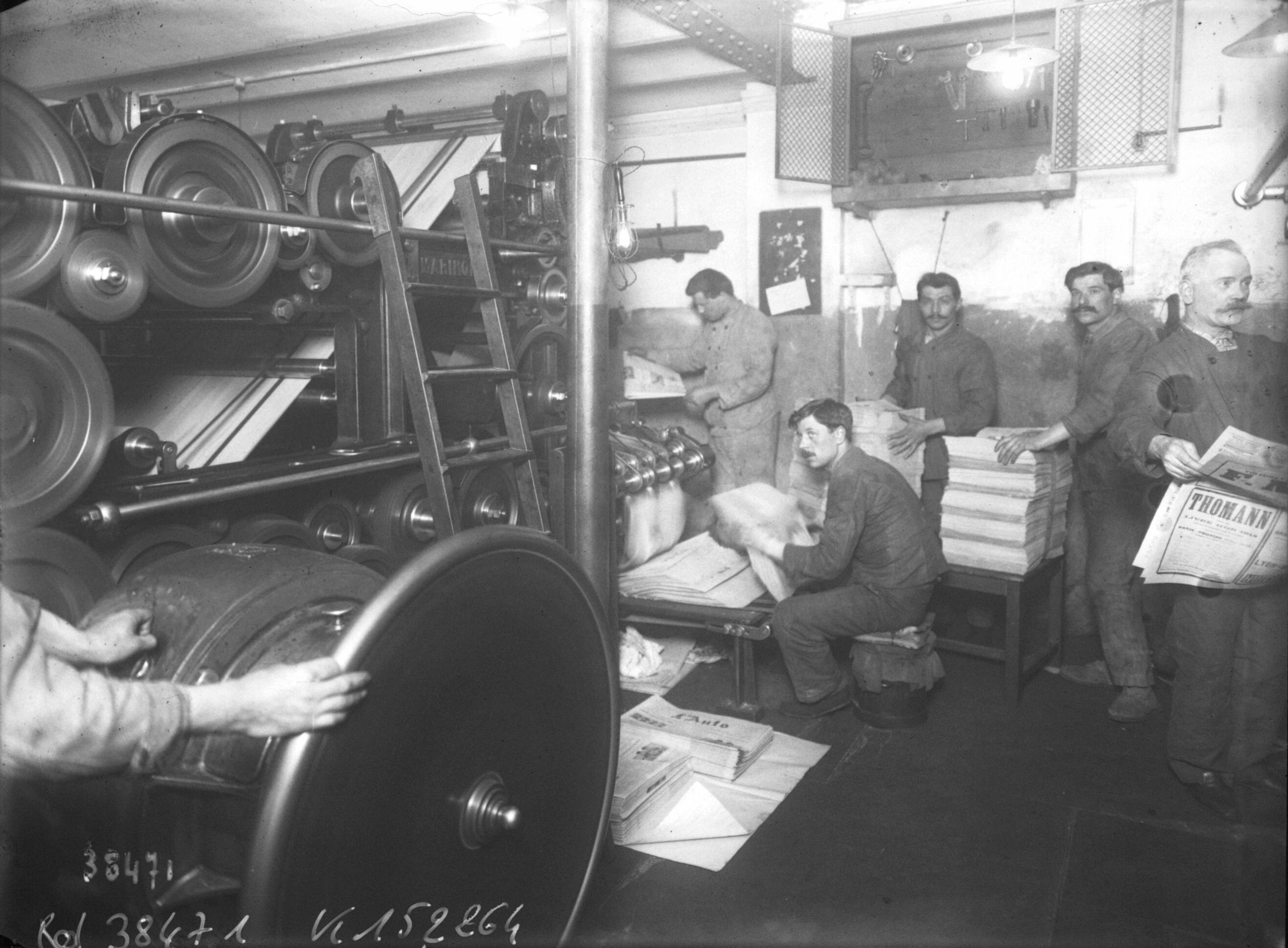
Les journaux sont vérifiés en bout de chaîne et conditionnés pour l’envoi.
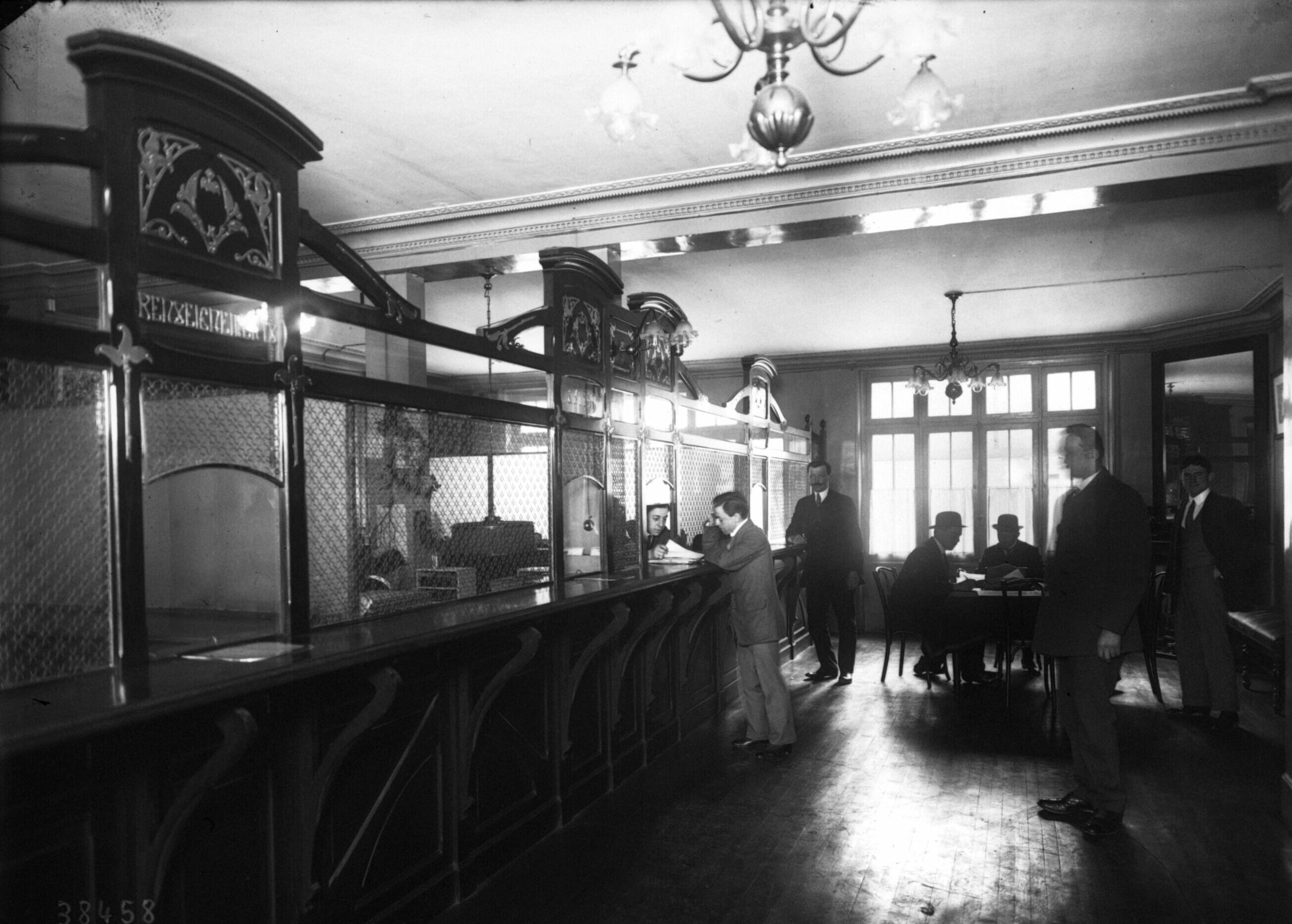
Les guichets de L'Auto reçoivent le public.

## Ventes journalières

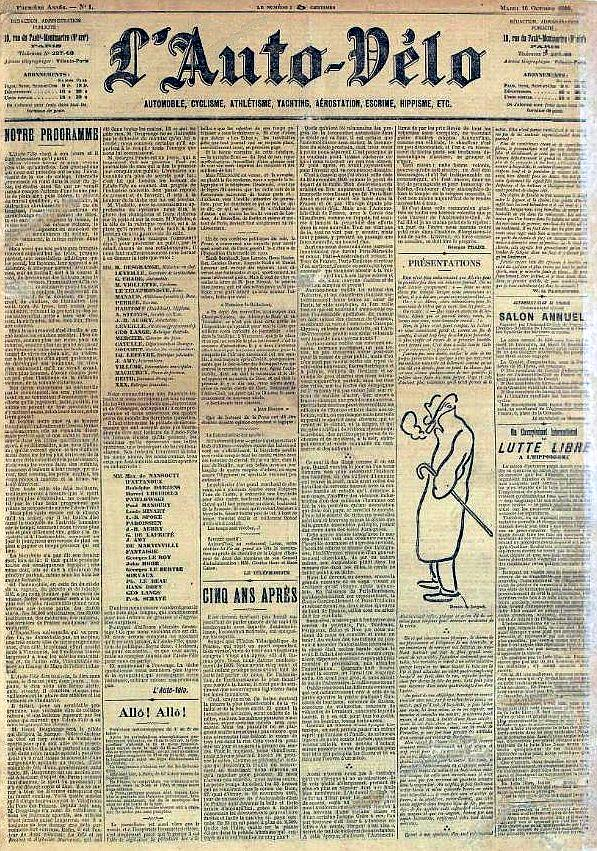
Premier numéro de L'Auto-vélo daté du 16 octobre 1900.

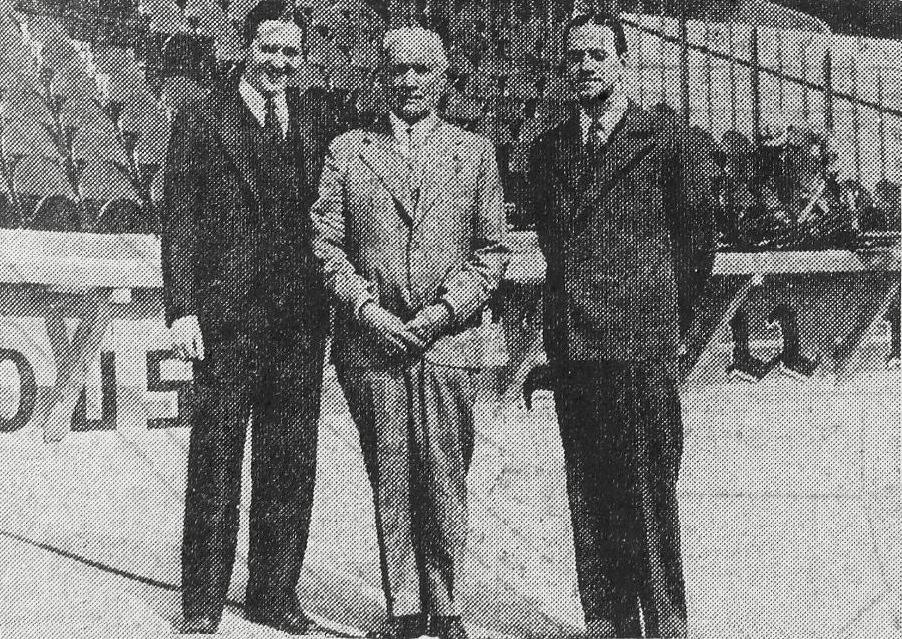
De G. à D. Maurice Goddet, Henri Desgrange et Jacques Goddet, pour l'inauguration du nouveau stade vélodrome du Parc des Princes, le 22 avril 1932.

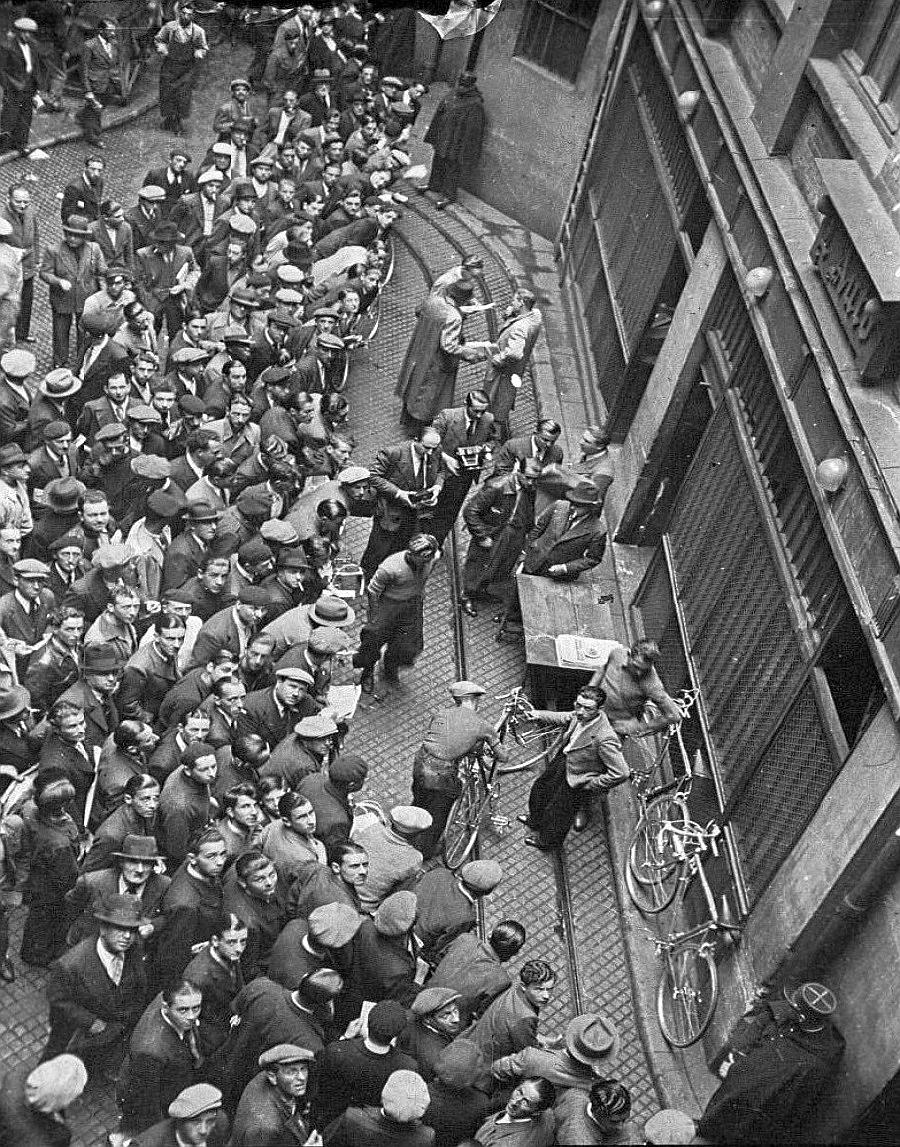
Veille du départ du Tour de France 1937, le 29 juillet au siège de L'Auto, 29 faubourg Montmartre (présentation des équipes, pointages, autographes à la foule...)

- 1901 : 22 000 exemplaires vendus en moyenne
- 1903 : 33 000 exemplaires (record de vente le 1er juillet 1903 avec 65 000 exemplaires)
- juillet 1913 : 320 000 exemplaires vendus en moyenne
- Première Guerre mondiale : 20 000 exemplaires (pagination réduite à 2 pages)
- 1920 : 162 000 exemplaires
- 1923 : 277 000 exemplaires
- 1930 : 298 000 exemplaires (pointes à 650 000 exemplaires en juillet 1930)
- 1933 : 364 000 exemplaires (pointe à 833 000 le 24 juillet 1933)